# Maria Benvinda Levy
Maria Benvinda Levy là một chính trị gia và cựu thẩm phán người Mozambique.

## Sự nghiệp
Benvinda Levy được Tổng thống Armando Guebuza bổ nhiệm làm Bộ trưởng Bộ Tư pháp  vào ngày 11 tháng 3 năm 2008, kế nhiệm Esperança Machavela, một luật sư và cựu đại sứ tại Bồ Đào Nha. Cuộc hẹn của Benvinda Levy là một phần của cuộc xáo trộn nội các cũng liên quan đến việc thay thế bộ trưởng ngoại giao Alcinda Abreu và bộ trưởng giao thông António Munguambe.
Trước khi được bổ nhiệm, Benvinda Levy đã chỉ đạo Trung tâm đào tạo pháp lý và tư pháp (tiếng Bồ Đào Nha: Centro de Formação Jurídica e Judiciária) và đã từng là một thẩm phán tại Tòa án Thành phố Maputo.